# Look into the Future
Look into the Future — второй студийный альбом группы Journey, вышедший 1 января 1976 года лейблом Columbia Records.

## Об альбоме
На этом альбоме «Journey» слегка отошли от ярко выраженного прогрессивного стиля, показанного на их дебютнике, в сторону коммерческого рока.
Несмотря на это, альбом всё ещё содержал некоторую долю прог-рока и джаз-фьюжна, особенно в композициях «Look Into The Future» и «I’m Gonna Leave You», вторая из которых содержит рифф, позднее позаимствованный группой «Kansas» для песни «Carry on Wayward Son».
Также альбом содержит кавер-версию песни «It’s All Too Much» группы «The Beatles».
Ритм-гитарист Джордж Тикнер покинул группу сразу после выхода предыдущего диска, тем не менее, успев стать соавтором двух песен — «You're on Your Own» и «I’m Gonna Leave You».
Верхняя позиция в чартах: № 100.

## Список композиций
| №  | Название                      | Текст песни      | Музыка             | Длительность |
| -- | ----------------------------- | ---------------- | ------------------ | ------------ |
| 1. | «On a Saturday Night»         | Грегг Роули      | Роули              | 3:59         |
| 2. | «It's All Too Much»           | Джордж Харрисон  | Харрисон           | 4:03         |
| 3. | «Anyway»                      | Роули            | Роули              | 4:11         |
| 4. | «She Makes Me (Feel Alright)» | Алекс Кэш, Роули | Нил Шон            | 3:12         |
| 5. | «You're on Your Own»          | Роули            | Джордж Тикнер, Шон | 5:53         |

| №                   | Название               | Текст песни         | Музыка              | Длительность |
| ------------------- | ---------------------- | ------------------- | ------------------- | ------------ |
| 6.                  | «Look into the Future» | Диана Вэлори, Роули | Шон                 | 8:10         |
| 7.                  | «Midnight Dreamer»     | Роули               | Шон                 | 5:13         |
| 8.                  | «I'm Gonna Leave You»  | Роули               | Шон, Роули, Тикнер  | 6:59         |
| Общая длительность: | Общая длительность:    | Общая длительность: | Общая длительность: | 41:41        |

## Участники записи
- Нил Шон — гитара
- Грегг Роули — клавишные, вокал
- Росс Вэлори — бас-гитара
- Эйнсли Данбар — ударные